# Международный аэропорт имени Антонио Вон Пата

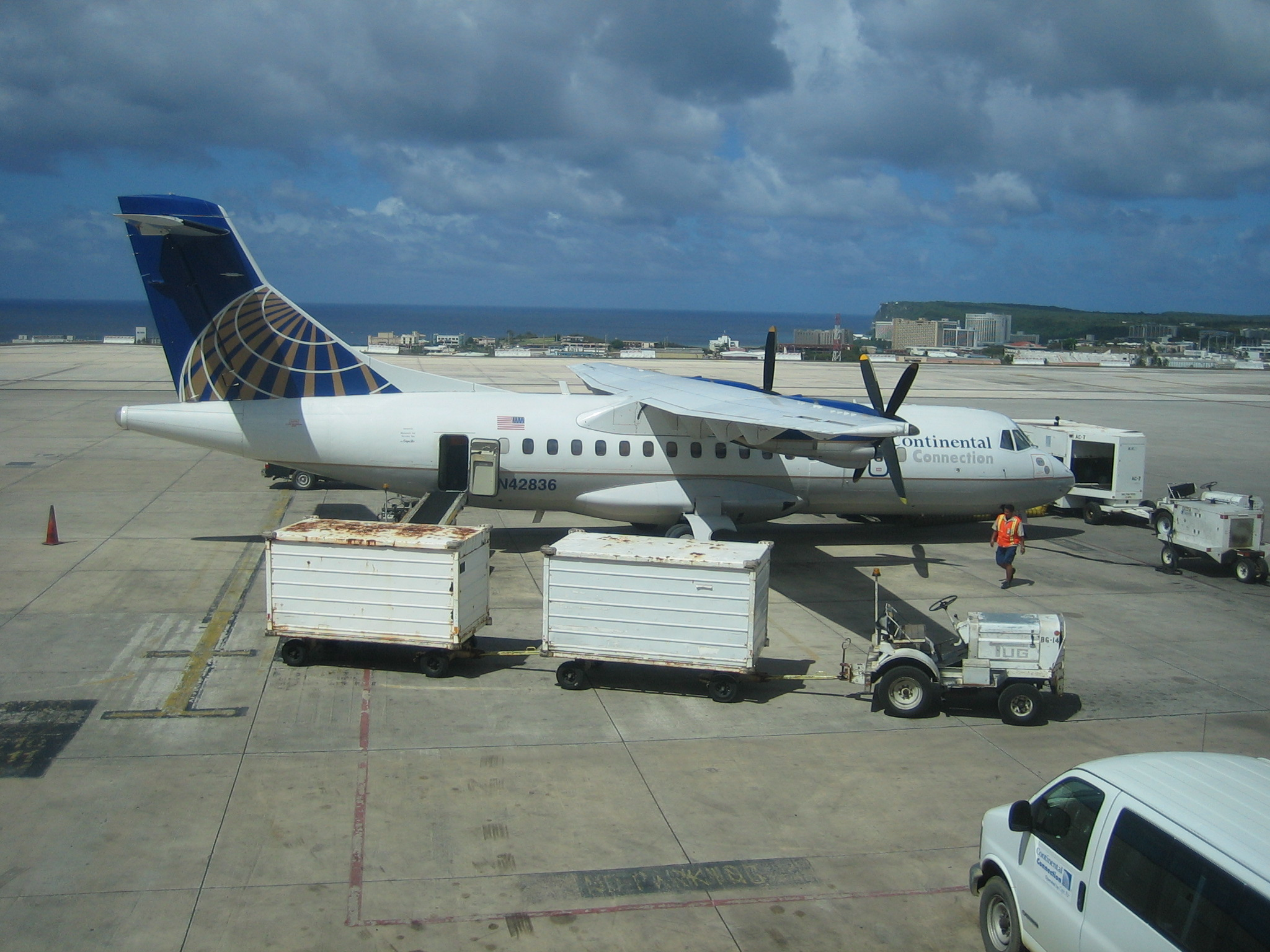
ATR-42 авиакомпании Cape Air в ливрее бренда Continental Connection в Международном аэропорту Гуам имени Антонио Вон Пата

Международный аэропорт имени Антонио Б. Вон Пата, также известный как Международный аэропорт Гуам (ИАТА: GUM, ИКАО: PGUM, FAA LID: GUM) — коммерческий аэропорт, расположенный в черте муниципалитетов Тамунинг и Барригада, в семи километрах к востоку от столичного города Хагатна островной территории США Гуам.
Аэропорт носит имя первого делегата от Гуама в Палате представителей США Антонио Борха Вон Пата и находится в ведении государственной компании по управлению аэропортами Гуама.
Международный аэропорт Гуам является главным транзитным узлом (хабом) авиакомпании Continental Micronesia и грузового авиаперевозчика Asia Pacific Airlines.

## История
История аэропорта ведёт своё начало с организации военно-воздушной базы Агано («Брюэр-Филд») сразу после окончания Второй мировой войны. В 1969 году на территории авиабазы Министерством торговли Гуама было построено здание пассажирского терминала, получившего официальное название Международный авиационный терминал Гуама, и в том же году открыты регулярные пассажирские рейсы в Брюэр-Филд. В 1975 году в стране создано Управление международными аэропортами Гуама (GIAA), в ведение которого передан и коммерческий терминал Брюэр-Филд. В апреле 1995 года военно-воздушная база Агано была закрыта и её инфраструктура полностью перешла в собственность GIAA.
Крупное здание пассажирского терминала, ныне известного под названием «Терминал местных перевозок», было введено в эксплуатацию в 1982 году. Второй международный терминал вводился в строй по частям в период с 1996 по 1998 годы.
В статье Houston Chronicle 2008 года изложено мнение эксперта, состоящее в ожидаемом в ближайшее время наращивании военного потенциала Гуама и росте численности населения страны, поэтому руководству Международного аэропорта Гуам необходимо разработать планы по укрупнению пассажирских терминалов и серьёзной модернизации всей инфраструктуры аэропорта.

## Инспекции и службы аэропорта
В зоне прибытия аэропорта работают представительства Таможенной и пограничной службы США, а также Таможенного и карантинного агентства Гуама. Проверкой безопасности в зоне отправления аэропорта занимаются службы Управления безопасности на транспорте США.

### Таможня
Поскольку территория Гуама находится вне юрисдикции Соединённых Штатов, пассажиры всех прибывающих рейсов проходят проверку Таможенного и карантинного агентства Гуама. Пассажиры рейсов в Гонолулу проходят полную проверку Таможенной и пограничной службы США уже по прибытии в Международный аэропорт Гонолулу.

### Иммиграционный контроль
Таможенная и пограничная служба США проверяет на иммиграционный контроль пассажиров всех прибывающих в аэропорт рейсов, за исключением прямых беспосадочных рейсов из аэропортов Соединённых Штатов Америки. Рейсы из Содружества Северных Марианских островов также досматриваются на иммиграционном контроле, поскольку Содружество входит в отдельную иммиграционную зону. Для граждан США для въезда в Гуам наличие паспорта является необязательным условием (достаточно любого удостоверения личности, например, водительских прав), однако при транзитных перелётах в другие страны наличие паспорта является необходимым условием прохождения иммиграционного контроля.
Таможенная служба США выполняет предварительное оформление пассажиров, следующих в Гонолулу. Поскольку между Гуамом и Гонолулу действует безвизовый туристический режим, граждане ряда азиатских стран могут следовать из Гуама в Гонолулу без оформления виз, однако при перелёте в остальные штаты США обязаны получить въездную визу и предъявить её инспектору Таможенной и пограничной службы США.

### Проверка безопасности
Управление безопасности на транспорте США проводит проверку безопасности всех пассажиров в зоне отправления аэропорта, а также пассажиров всех транзитных авиарейсов, за исключением маршрутов из Гуама в Гонолулу, которые проходят полную проверку безопасности и досмотр багажа по прибытии в Международный аэропорт Гонолулу.

## Проблемы безопасности терминалов

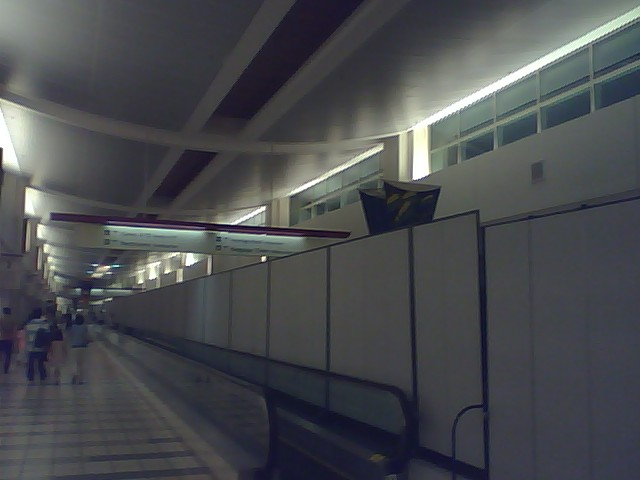
Барьер из передвижных щитов, разделяющий пассажиров прибывающих и убывающих рейсов

Поскольку пассажиры всех прибывающих рейсов обязаны пройти процедуры иммиграционного и/или таможенного контроля, службы инспекций работали на первом этаже аэропорта, обслуживая прибывающие и убывающие пассажирских потоки без их отделения друг от друга. Прибывшие пассажиры могли, например, свободно передвигаться по зоне отправления и совершать покупки в магазинах беспошлинной торговли.
Данная конфигурация безопасности считалась приемлемой вплоть до террористических актов 11 сентября 2001 года, после которых правительство США приняло требование по безусловному разделению потоков прибывающих и убывающих пассажиров в аэропортах США. Для обеспечения данных требований Международный аэропорт Гуам сначала использовал стулья в качестве разделительного барьера, затем систему эскалаторов и позже оцепление из полицейских для отделения потока прибывших пассажиров при их движении к зоне иммиграционного контроля. В последние годы в качестве разделительного барьера используются передвижные импровизированные щиты, которые разделяют движение прибывающих и убывающих пассажиров на две раздельных части.

## Авиапроисшествия и несчастные случаи
За весь период работы Международного аэропорта Гуам имени Антонио Вон Пата произошло семь инцидентов и авиакатастроф, в которых погибло 367 человек. Самая крупная катастрофа случилась 6 августа 1997 года, когда при заходе на посадку разбился южнокорейский Boeing 747 авиакомпании Korean Air, в результате чего погибли 228 и были ранены 26 человек.
- 10 июня 2009 года. На борту самолёта, следовавшего рейсом 20 по маршруту Международный аэропорт Кансай — Аэропорт Голд-Кост, из-за неполадок в системе отопления возник пожар, который удалось быстро потушить силами экипажа. Пилоты совершили аварийную посадку в Международном аэропорту Гуам, из 203 человек на борту никто не пострадал[6].